# Ploscuțeni
Ploscuţeni é uma comuna romena localizada no distrito de Vrancea, na região de Moldávia. A comuna possui uma área de 12.31 km² e sua população era de 3407 habitantes segundo o censo de 2007.